# ヤンネ・トルサ
ヤンネ・トルサ (Janne Tolsa、1970年3月7日 - ）は、フィンランドのヘヴィメタルミュージシャン（キーボーディスト）、レコーディング・エンジニア、音楽プロデューサー。1988年より参加しているタロットのキーボーディストとして著名。また2005年よりメロディックデスメタルバンド、エターナル・ティアーズ・オヴ・ソロウに加入している。加えて、インダストリアルメタルバンドのトゥルミオン・カティロットでもキーボーディストとして活動している。更に、バンド活動に加えてテレビ番組で用いられる楽曲の作曲家としても活動している。この他に、女性ボーカリスト・マレーネの同名のソロ・プロジェクトでもキーボーディストを務めている。
ヤンネは、主にKORG Triton Extreme、KORG CX-3を使っている。また、これらに加えてエンソニックやプロテウスのキーボード、Hammond B-100も使っている。
これらの音楽活動に加えて、クオピオに所在するレコーディングスタジオ、ノート＝ワン (Note-One)のオーナーでもある。このスタジオでは、タロットやエターナル・ティアーズ・オヴ・ソロウのアルバムのレコーディングも行われた。

## 略歴
ヤンネ・トルサがピアノを始めたのは1977年、7歳の時である。ヘルシンキで音楽を学び始めて3年後、ヤンネは家族と共にフィンランド中央部の街、ヴオリヨキに引っ越す。この地で、音楽の勉強をさらに積み、1983年にヤンネは兄弟と共に初めてのバンド活動も経験している。
それから数年後、タロット (Tarot)が『フォロー・ミー・イントゥ・マッドネス』ツアーでヤンネの地元の近くで少しのライヴを行った。同バンドは、このツアー前後にギタリストのマコ・Hが解雇されたため、トリオとなっていた。ヤンネは、すべてのライヴに参加し、ライヴ後のステージ裏でタロットのメンバーに、自身がタロットの楽曲のキーボードを演奏できると納得させるように活動していた。しかし、彼がしばしば飲酒していたこともあって、バンドはヤンネと取り合わず、彼を信じることはなかった。
やがて、タロットは舞台裏のキーボードでライヴを行うようになった。それは、ヤンネが演奏に慣れていた「ローズ・オン・ザ・グレイブ」（『フォロー・ミー・イントゥ・マッドネス』収録）であった。これに感銘を受けて、バンドはヤンネと電話番号を交換し、バンドのリハーサルにヤンネを招いた。その後、1988年6月26日にカラヨキで行われたタロットのライヴで、タロットのメンバーとして初めてステージに立っている。その後、1993年にリリースされたタロットの3rdアルバム『トゥ・リブ・フォーエバー』から、作曲・録音に携わっている。この後も。タロットではキーボードの演奏に加えて、しばしば作曲を単独もしくは共同で担っている。
2003年には、インダストリアルメタルバンド、トゥルミオン・カティロット (Turmion Kätilöt)に参加。ヤンネは結成メンバーの一人であり、同バンドではランQ (RunQ)というステージネームを使っている。
2005年にプダスヤルヴィ出身のメロディックデスメタルバンド、エターナル・ティアーズ・オヴ・ソロウ (Eternal Tears of Sorrow)に招かれた。同バンドは、2002年に一度解散しており、再結成に際してヤンネに加入の打診があった。ヤンネは、同バンドの5thアルバム『Before the Bleeding Sun』から参加し、2006年のニューヨークでのライヴで同バンドでの初めてのステージに立っている。
2007年には、女性ボーカリスト・マレーネの同名のソロ・プロジェクトに参加。同プロジェクトには、タロットの同僚、ザシャリー・ヒエタラも参加している。ヤンネは、同バンドの1stアルバム『The Past Prelude』ではミキシングにも携わっている。
これらのバンド活動に加えて、クオピオのレコーディング・スタジオ、ノート＝オンのオーナーである。同スタジオでは、コマーシャルソングや効果音、背景音楽の録音に使われており、ヤンネが参加するバンドの楽曲の録音も行われている。

## ディスコグラフィ

### タロット
- To Live Forever (1993)
- Stigmata (1995)
- For the Glory of Nothing (1998)
- Suffer Our Pleasures (2003)
- Crows Fly Black (2006)
- Gravity of Light (2010)
- The Spell of Iron MMXI (2011)

### エターナル・ティアーズ・オヴ・ソロウ
- Before the Bleeding Sun (2006)
- Children of the Dark Waters (2009)
- Saivon Lapsi (2013)

### マレーネ
- The Past Prelude (2009)

### トゥルミオン・カティロット
- Hoitovirhe (2004)
- Pirun Nyrkki (2006)
- U.S.C.H! (2008)
- Perstechnique (2011)
- Technodiktator (2013)

### ツイステッド・シスター
- Master and Slave (EP) (2005)

### ヴァーチュオシティ
- Secret Visions (2002)

### ゲスト参加
- Deathchain - Deathrash Assault (2005、キーボードで参加)
- Grönholm - Silent Out Loud (2011、シンセサイザーで参加)
- A2Z - Parasites of Paradise (2013、キーボードで参加)

## プロデュースリスト
- Deathchain - Death Eternal (2008、マスタリング)
- Eternal Tears of Sorrow - Before the Bleeding Sun (2006、エンジニアリング)
- Eternal Tears of Sorrow - Tears of Autumn Rain (Single) (2009、エンジニアリング)
- Eternal Tears of Sorrow - Children of the Dark Waters (2009、エンジニアリング)
- Eternal Tears of Sorrow - Saivon lapsi (2013、レコーディング)
- Fear of Domination - Call of Schizophrenia (2009、マスタリング)
- Grönholm - Eyewitness of Life (2010、ミキシング)
- Nightwish - Showtime, Storytime (Video) (2012、ミキシング)
- Slave's Mask - Soak Kaos (2014、マスタリング)
- SoulHealer - Bear the Cross (2014、ミキシング、マスタリング)
- Tarot - Stigmata (1995、エンジニアリング、ミキシング)
- Tarot - For the Glory of Nothing (1998、エンジニアリング)
- Tarot - Suffer Our Pleasures (2003、エンジニアリング、プロデューサー)
- Tarot - Crows Fly Black (2006、エンジニアリング、プロデューサー)
- Tarot - Undead Indeed (Live album) (2008、ミキシング、マスタリング)
- Tarot - Gravity of Light1 (2010、レコーディング、エンジニアリング、ミキシング)
- The Man-Eating Tree - Harvest (2011、マスタリング)
- Verjnuarmu - Verta, voemoo ja viitakkeita (Demo) (2002、マスタリング)
- Verjnuarmu - Laalavat jouset (Demo) (2004、マスタリング)
- Verjnuarmu - Kurjuuvven valssi (Single) (2005、プロデューサー、エンジニアリング)
- Verjnuarmu - Muanpiällinen helevetti (2006、エンジニアリング、プロデューサー)
- Verjnuarmu - Itkuvirsj' (Single) (2006、エンジニアリング、プロデューサー)
- Verjnuarmu - Turja (Single) (2010、エンジニアリング、マスタリング)
- Verjnuarmu - Lohuton (2010、マスタリング、エンジニアリング)
- Virtuocity - Secret Visions (2002、プロデューサー、レコーディング)